# Prvenstvo Hrvatske u vaterpolu za žene 2011.
Prvenstvo Hrvatske u vaterpolu za žene za 2011. godinu je osvojila ekipa Bura Uni-Rent iz Splita.

## Prva HVL za žene

### Ljestvica
| mj | klub                  | ut | pob | ner | por | gol+ | gol- | bod |             |
| -- | --------------------- | -- | --- | --- | --- | ---- | ---- | --- | ----------- |
| 1. | Bura Uni-Rent (Split) | 8  | 7   | 1   | 0   | 100  | 53   | 22  | doigravanje |
| 2. | Primorje (Rijeka)     | 8  | 6   | 1   | 1   | 106  | 53   | 19  | doigravanje |
| 3. | Jug (Dubrovnik)       | 8  | 2   | 0   | 6   | 61   | 78   | 6   | doigravanje |
| 4. | Mladost (Zagreb)      | 8  | 2   | 0   | 6   | 63   | 90   | 6   | doigravanje |
| 5. | Viktoria (Šibenik)    | 8  | 2   | 0   | 6   | 47   | 103  | 6   |             |

### Doigravanje
| klub1         | kluv2         | rezultati     |
| poluzavršnica | poluzavršnica | poluzavršnica |
| ------------- | ------------- | ------------- |
| Primorje      | Jug           | 13:8, 9:7     |
| Bura Uni-Rent | Mladost       | 8:2, 7:1      |
|               |               |               |
| za 3. mjesto  |               |               |
| Jug           | Mladost       | 12:6, 8:4     |
|               |               |               |
| za prvaka     |               |               |
| Bura Uni-Rent | Primorje      | 8:5, 6:7      |